# Brielse Maasdam
Le Brielse Maasdam, barrage de la Meuse de Brielle en néerlandais, est un barrage néerlandais construit sur l'ancien bras de la Meuse appelé Meuse de Brielle, pour lutter contre les inondations. L'étendue d'eau ainsi piégée a formé le lac de Brielle. La N218 l'emprunte. Il ne possède pas d'écluse.

## Histoire
En 1949, la décision de construire le Brielse Maasdam est prise, donc avant les inondations de 1953, mais cela servira de prototype pour le plan Delta.
La construction du barrages sur la Meuse Brielle fait partie d'un plan global concernant les îles Rozenburg, Voorne-Putten et l'ancienne île Welplaat. Ceci a été rendu nécessaire à cause de l'augmentation de la salinité des nappes phréatiques. Les travaux ont consisté en un barrage dans le Botlek, la construction du canal Hartel et un système de protection, de drainage et d'entrée des écluses.
Les travaux débutent entre l'île de Voorne-Putten et l'île de Rozenburg. La fermeture du barrage de 900 mètres a été effectuée entre le 14 avril et le 20 juin 1950 par la pose de 75 caissons. Une section de 60 m a été laissée, elle a été fermée le 3 juillet par un caisson Phoenix, sur le modèle de ceux utilisés lors de la construction des ports Mulberry lors du débarquement allié en Normandie.
En 1966, il a été décidé de doubler le Brielse Maasdam par un second ouvrage, le Brielse Gatdam créant ainsi le lac d'Oostvoorne entre les deux.
| \| Rotterdam Brielle Beerenplaat Charlois Flardingue Schiedam Maassluis Maasdijk Scheur Canal Hartel Vieille Meuse Nouvelle Meuse Oostvoorne Brielse Gatdam Brielse Maasdam Lac d'Oostvoorne Lac de Brielle Rozenburg Spijkenisse Nieuwe Waterweg Canal Caland \| En bleu foncé des bras morts de la Meuse de Brielle |
| Rotterdam Brielle Beerenplaat Charlois Flardingue Schiedam Maassluis Maasdijk Scheur Canal Hartel Vieille Meuse Nouvelle Meuse Oostvoorne Brielse Gatdam Brielse Maasdam Lac d'Oostvoorne Lac de Brielle Rozenburg Spijkenisse Nieuwe Waterweg Canal Caland                                                           |